# Tryo
Tryo ist eine Reggae-Band aus Frankreich, die überwiegend akustische Instrumente für ihre Musik einsetzt.

## Geschichte
Gegründet wurde Tryo 1995 von den Musikern Guizmo, Manu und Mali. Guizmo und Manu hatten schon vorher zusammen in einer Band gespielt, lernten in einem Pariser Jugendclub den dritten Gitarristen kennen und starteten erste Auftrittsversuche als Reggae-Gruppe. Schon im nächsten Jahr folgten ihre erste Tour durch die Bretagne und einige Auftritte auf Musikfestivals.
1997 bekam die Band Zuwachs durch den Perkussionisten Daniel, der den Sound der Band mit Rhythmus verstärkte.
Im Jahr darauf erschien ihr erstes Album Mamagubida, das sie selbst produzierten. Da die Radiosender nur Singles mit Video-Clip nehmen wollten, mussten sie das Album auch selbst vertreiben. Es verkaufte sich schon in den ersten Monaten über 15.000 Mal. Durch den Erfolg wurde Sony auf die Band aufmerksam, und kurze Zeit später unterschrieben Tryo einen Vertrag, der ihnen große Unabhängigkeit zusicherte. Von da an produzierten sie auch Musikvideos, was zu ihrer Popularität beitrug. Im Jahr 2000 erschien das zweite Album namens Faut qu’ils s’activent (Französisch: „Sie müssen aktiv werden“). Die darauf folgende Europatour mit der Artistengruppe „Les Arrosés“ ist auf DVD erhältlich.
2003 und 2004 wurden erneut zwei Alben aufgenommen (2003: Grain de sable, 2004: De bouches à oreilles).

## Stil
Der Reggae-Sound von Tryo verzichtet weitgehend auf typische Instrumente wie Keyboard, Bass oder Schlagzeug. Stattdessen spielen die Musiker auf drei Akustikgitarren, ergänzt von etwas Perkussion. Der Rhythmus entsteht dabei vor allem durch die Anschlagtechnik. Der mehrstimmige Gesang auf Französisch harmoniert mit den Gitarren.
Die Texte sind humorvoll und politisch, die Songs provokant und aufrüttelnd. Auch klassische Reggae-Themen werden nicht ausgelassen.
In C’est du roots heißt es „Es ist notwendig, dass die Musik sich engagiert, deshalb stehen Tryo auf und machen Politik“. Tryo sind Mitglieder in der Gruppe „Solidarité Tibet“ und sammeln auf ihren Konzerten Unterschriften, etwa für minderjährige Gefangene.

## Diskografie

### Studioalben
| Jahr | Titel                  | Höchstplatzierung, Gesamtwochen, AuszeichnungChartplatzierungen (Jahr, Titel, Platzierungen, Wochen, Auszeichnungen, Anmerkungen) | Höchstplatzierung, Gesamtwochen, AuszeichnungChartplatzierungen (Jahr, Titel, Platzierungen, Wochen, Auszeichnungen, Anmerkungen) | Höchstplatzierung, Gesamtwochen, AuszeichnungChartplatzierungen (Jahr, Titel, Platzierungen, Wochen, Auszeichnungen, Anmerkungen) | Anmerkungen                              |
| Jahr | Titel                  | FR | BEW | CH | Anmerkungen                              |
| ---- | ---------------------- | --- | --- | --- | ---------------------------------------- |
| 2000 | Faut qu’ils s’activent | FR8 ×2Doppelgold · (44 Wo.)FR | — | — |                                          |
| 2003 | Grain de sable         | FR6 ×2Doppelgold · (79 Wo.)FR | BEW27 (12 Wo.)BEW | CH50 (12 Wo.)CH | Erstveröffentlichung: 2. Juni 2003       |
| 2008 | Ce que l’on sème       | FR1 Gold · (94 Wo.)FR | BEW3 (56 Wo.)BEW | CH12 (9 Wo.)CH | Erstveröffentlichung: 29. August 2008    |
| 2012 | Ladilafé               | FR1 Platin · (40 Wo.)FR | BEW1 (25 Wo.)BEW | CH26 (6 Wo.)CH | Erstveröffentlichung: 27. August 2012    |
| 2014 | Né quelque part        | FR43 (11 Wo.)FR | BEW71 (5 Wo.)BEW | — | Erstveröffentlichung: 1. Dezember 2014   |
| 2016 | Vent debout            | FR13 Gold · (28 Wo.)FR | BEW29 (15 Wo.)BEW | — | Erstveröffentlichung: 21. Oktober 2016   |
| 2021 | Chants de bataille     | FR11 (12 Wo.)FR | BEW38 (2 Wo.)BEW | — | Erstveröffentlichung: 10. September 2021 |

### Livealben
| Jahr | Titel                 | Höchstplatzierung, Gesamtwochen, AuszeichnungChartplatzierungen (Jahr, Titel, Platzierungen, Wochen, Auszeichnungen, Anmerkungen) | Höchstplatzierung, Gesamtwochen, AuszeichnungChartplatzierungen (Jahr, Titel, Platzierungen, Wochen, Auszeichnungen, Anmerkungen) | Höchstplatzierung, Gesamtwochen, AuszeichnungChartplatzierungen (Jahr, Titel, Platzierungen, Wochen, Auszeichnungen, Anmerkungen) | Anmerkungen                             |
| Jahr | Titel                 | FR | BEW | CH | Anmerkungen                             |
| ---- | --------------------- | --- | --- | --- | --------------------------------------- |
| 1999 | Mamagubida            | FR7 (99 Wo.)FR | — | — |                                         |
| 2004 | De bouches à oreilles | FR8 Gold · (107 Wo.)FR | BEW81 (3 Wo.)BEW | CH98 (1 Wo.)CH |                                         |
| 2009 | Sous les étoiles      | FR37 (22 Wo.)FR | BEW58 (5 Wo.)BEW | — | Erstveröffentlichung: 27. November 2009 |

Weitere Livealben
- 2006: Fête ses 10 ans...

### Kompilationen
| Jahr | Titel   | Höchstplatzierung, Gesamtwochen, AuszeichnungChartplatzierungen (Jahr, Titel, Platzierungen, Wochen, Auszeichnungen, Anmerkungen) | Höchstplatzierung, Gesamtwochen, AuszeichnungChartplatzierungen (Jahr, Titel, Platzierungen, Wochen, Auszeichnungen, Anmerkungen) | Höchstplatzierung, Gesamtwochen, AuszeichnungChartplatzierungen (Jahr, Titel, Platzierungen, Wochen, Auszeichnungen, Anmerkungen) | Anmerkungen                           |
| Jahr | Titel   | FR | BEW | CH | Anmerkungen                           |
| ---- | ------- | --- | --- | --- | ------------------------------------- |
| 2020 | XXV ans | FR4 Gold · (47 Wo.)FR | BEW19 (10 Wo.)BEW | — | Erstveröffentlichung: 7. Februar 2020 |

### Singles
| Jahr | Titel Album                           | Höchstplatzierung, Gesamtwochen, AuszeichnungChartplatzierungen (Jahr, Titel, Album, Platzierungen, Wochen, Auszeichnungen, Anmerkungen) | Höchstplatzierung, Gesamtwochen, AuszeichnungChartplatzierungen (Jahr, Titel, Album, Platzierungen, Wochen, Auszeichnungen, Anmerkungen) | Anmerkungen                                               |
| Jahr | Titel Album                           | FR | CH | Anmerkungen                                               |
| ---- | ------------------------------------- | --- | --- | --------------------------------------------------------- |
| 2005 | L’hymne de nos campagnes Mamagubida   | FR21 (24 Wo.)FR | — |                                                           |
| 2007 | Désolé pour hier soir Grain de sable  | FR6 (24 Wo.)FR | CH57 (8 Wo.)CH |                                                           |
| 2012 | Greenwashing Ladilafé                 | FR92 (6 Wo.)FR | — |                                                           |
| 2019 | L’hymne de nos campagnes 2019 XXV ans | FR179 (1 Wo.)FR | — | Erstveröffentlichung: 25. Oktober 2019                    |
| 2020 | Désolé pour hier soir XXV XXV ans     | FR196 (1 Wo.)FR | — | Erstveröffentlichung: 27. März 2020 feat. McFly & Carlito |

### Gastbeiträge
| Jahr | Titel Album                   | Höchstplatzierung, Gesamtwochen, AuszeichnungChartplatzierungen (Jahr, Titel, Album, Platzierungen, Wochen, Auszeichnungen, Anmerkungen) | Höchstplatzierung, Gesamtwochen, AuszeichnungChartplatzierungen (Jahr, Titel, Album, Platzierungen, Wochen, Auszeichnungen, Anmerkungen) | Anmerkungen             |
| Jahr | Titel Album                   | FR | CH | Anmerkungen             |
| ---- | ----------------------------- | --- | --- | ----------------------- |
| 2018 | Ferme les yeux La vie de rêve | FR148 (1 Wo.)FR | — | Bigflo & Oli feat. Tryo |

### Videoalben
- 2002: Reggae à coup d’cirque (FR: Platin)
- 2005: Tryo au Cabaret Sauvage (FR: ×2Doppelplatin )
- 2006: Fête ses 10 ans...
- 2009: Sous les étoiles

### Boxsets
| Jahr | Titel                         | Höchstplatzierung, Gesamtwochen, AuszeichnungChartplatzierungen (Jahr, Titel, Platzierungen, Wochen, Auszeichnungen, Anmerkungen) | Höchstplatzierung, Gesamtwochen, AuszeichnungChartplatzierungen (Jahr, Titel, Platzierungen, Wochen, Auszeichnungen, Anmerkungen) | Höchstplatzierung, Gesamtwochen, AuszeichnungChartplatzierungen (Jahr, Titel, Platzierungen, Wochen, Auszeichnungen, Anmerkungen) | Anmerkungen |
| Jahr | Titel                         | FR | BEW | CH | Anmerkungen |
| ---- | ----------------------------- | --- | --- | --- | ----------- |
| 2005 | Mamagubida / Grain de sable   | FR144 (2 Wo.)FR | — | — |             |
| 2008 | Ce que l’on sème / Mamagubida | FR153 (1 Wo.)FR | — | — |             |